# Curses

Структура

Curses — библиотека управления терминалом для Unix-подобных операционных систем, позволяющая создавать приложения с текстовым интерфейсом пользователя.
Название библиотеки происходит от английского термина «cursor optimization» (оптимизация курсора), а также означает «проклятия». Библиотека содержит функции для работы с дисплеем текстового терминала (например, VT100).

## Обзор
API Curses описан в нескольких различных источниках. Большинство реализаций curses использует базу данных, описывающую возможности тысяч различных терминалов. Некоторые реализации (например, PDCurses), используют вместо неё специализированные драйверы устройств. Большинство реализаций использует terminfo; некоторые используют termcap. Для приложений, не требующих вывода графики или нескольких шрифтов, реализация интерфейса при помощи curses будет гораздо проще и быстрее, чем с использованием X Window System.
При помощи curses программисты могут создавать текстовые приложения, переносимые между различными типами терминалов — библиотека сама позаботится о том, какие управляющие символы следует использовать для каждого конкретного терминала. Curses предоставляет возможность отображения нескольких окон на одном терминале. Каждое окно представляется матрицей символов. Программист устанавливает позицию, размер и содержимое каждого окна и обновляет экран. Библиотека определяет минимальный набор изменений для обновления экрана и применяет их, исходя из возможностей терминала.

## История
Первая реализация curses была написана Кеном Арнольдом и поставлялась вместе с BSD UNIX, где использовалась для нескольких игр, самая известная из которых — Rogue.
Иногда ошибочно утверждается, что curses использовался в текстовом редакторе vi. На самом деле, код, оптимизирующий перемещение курсора, был позаимствован curses из vi, который вышел раньше.
Согласно Гудхарту, оригинальная реализация Кена Арнольда началась с расширения функций библиотеки termcap. Несколькими годами позже Марк Хортон, работавший над улучшением кода vi и termcap в Беркли, перешёл в AT&T и создал другую версию на основе terminfo, которая стала частью UNIX System III и UNIX System V. Из-за ограничений лицензии последнего версии BSD и AT&T разрабатывались независимо. Кроме улучшений termcap/terminfoв версии AT&T были добавлены:
выделение текста (полужирный, подчёркнутый)версия BSD поддерживала только режим выделения standout.
рисование линийверсия BSD имела слабую поддержку данной функции.
цветав версии BSD такой возможности не предвиделось.
Разработка AT&T curses остановилась в середине 1990-х, когда было объявлено о создании X/Open Curses.

Однако разработка ncurses и PDCurses продолжается. Версия BSD curses продолжает поддерживаться в операционной системе NetBSD (поддержка широких символов, миграция с termcap на terminfo и т. д.).

### pcurses и PDCurses
Развитием AT&T curses можно считать как минимум следующие реализации: pcurses от Павела Кёртиса (1982), PDCurses (Public Domain curses) от Марка Хесслинга (Mark Hessling) для поддержки его редактора THE (1987), а также Rexx/Curses и PC curses (версии 1.4 от Бьорна Ларссона (Bjorn Larsson) основаны на библиотеке Кёртиса.

### ncurses
ncurses (new curses) «изначально являлась pcurses … и была перевыпущена как ncurses 1.8.1 в конце 1993 года».
ncurses является наиболее известной реализацией curses, которая мотивировала дальнейшую разработку остальных модификаций, таких как BSD curses в проекте NetBSD.

## Переносимость
Хотя библиотека ncurses library изначально разрабатывалась под Linux, OpenBSD, FreeBSD, и NetBSD, она была портирована под множество других ANSI/POSIX UNIX-систем, в основном усилиями Томаса Дики. PDCurses (не путать с ncurses) использует те же вызовы, что и ncurses, за исключением того, что PDCurses предназначена для различных устройств, то есть, консольных окон DOS, Win32, OS/2 и X11. Портирование между этими двумя версиями не представляет трудностей. Например, roguelike ADOM был написан под Linux и ncurses, и позднее был портирован под DOS и PDCurses.

## Скриншоты
Ниже продемонстрированы типичные примеры использования curses (в окне терминала, поддерживающего цвет)

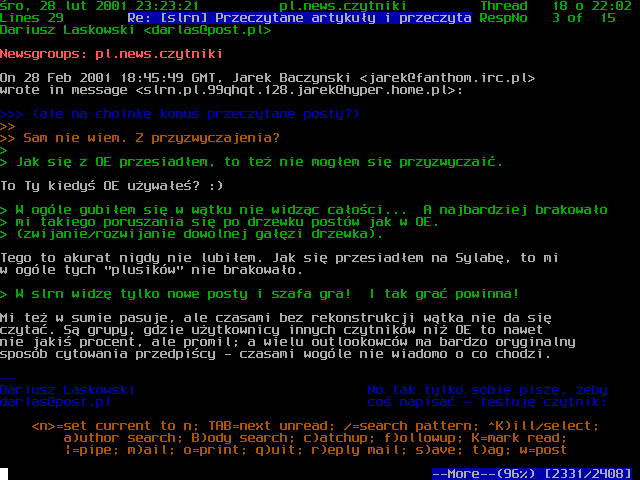
Цветной интерфейс программы Tin для чтения новостей
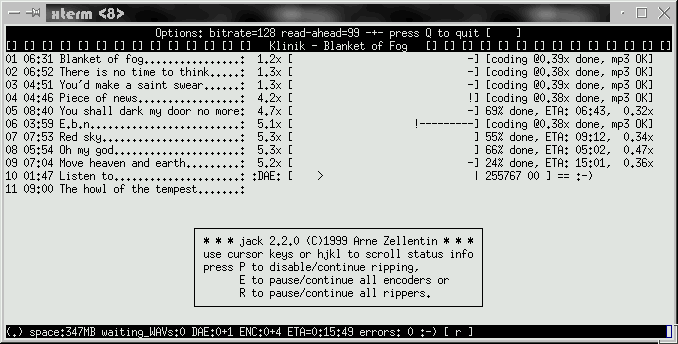
Использование curses в программе для записи дисков Jack

## Программное обеспечение, использующее curses
Curses делает возможным с лёгкостью создавать GUI-подобную функциональность на текстовом терминале, таком как текстовый режим PC, аппаратный ANSI-терминал, клиент Telnet или SSH.
Программы, использующие curses, часто имеют пользовательский интерфейс, напоминающий традиционный графический интерфейс пользователя, включая такие виджеты, как выпадающие меню и прокручиваемые списки, вместо интерфейса командной строки (command line interface, CLI), широко используемого на текстовых терминалах. Кроме того, программы, использующие curses, менее требовательны к ресурсам, чем их графические аналоги, и более переносимы между системами (особенно очень старыми, до 1990 года).
Curses чаще всего ассоциируется с Unix-подобными операционными системами, хотя также существуют реализации для Microsoft Windows.